# GP Mario De Clercq

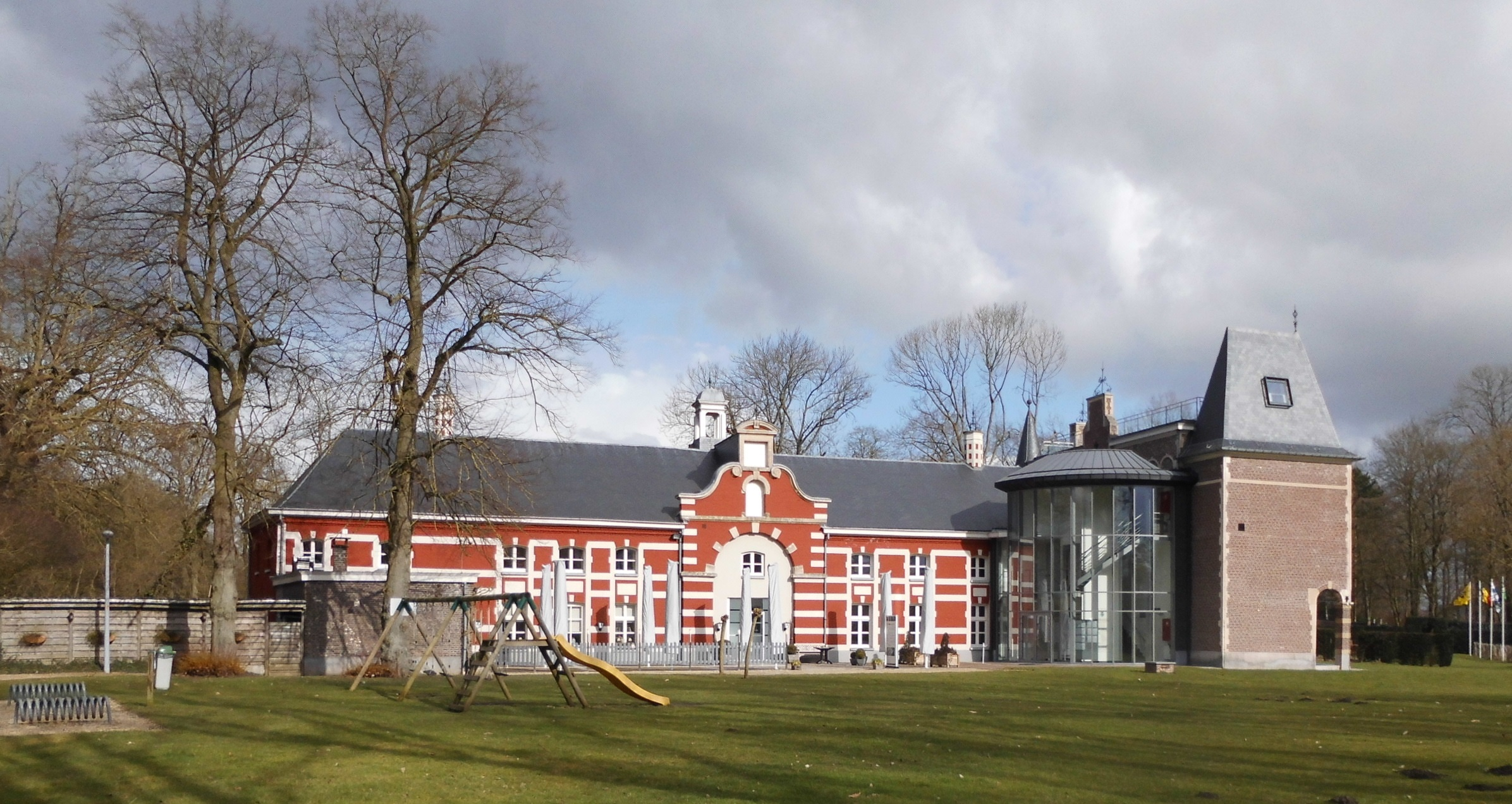
Im Schlosspark De Ghellinck fanden die ersten fünf Ausgaben statt.

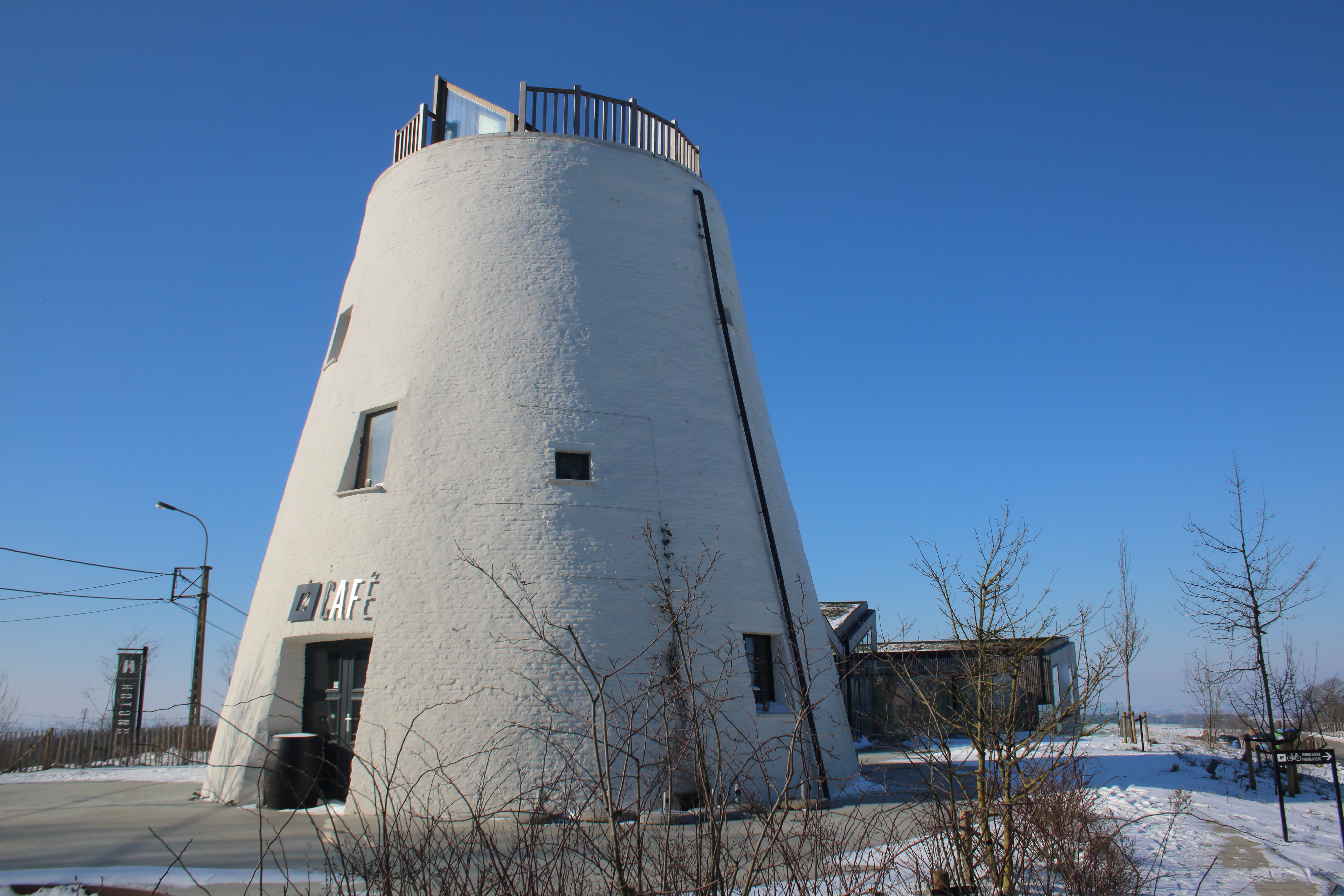
Die Hotondmolen, Wahrzeichen der Ausgaben von 2010 bis 2019

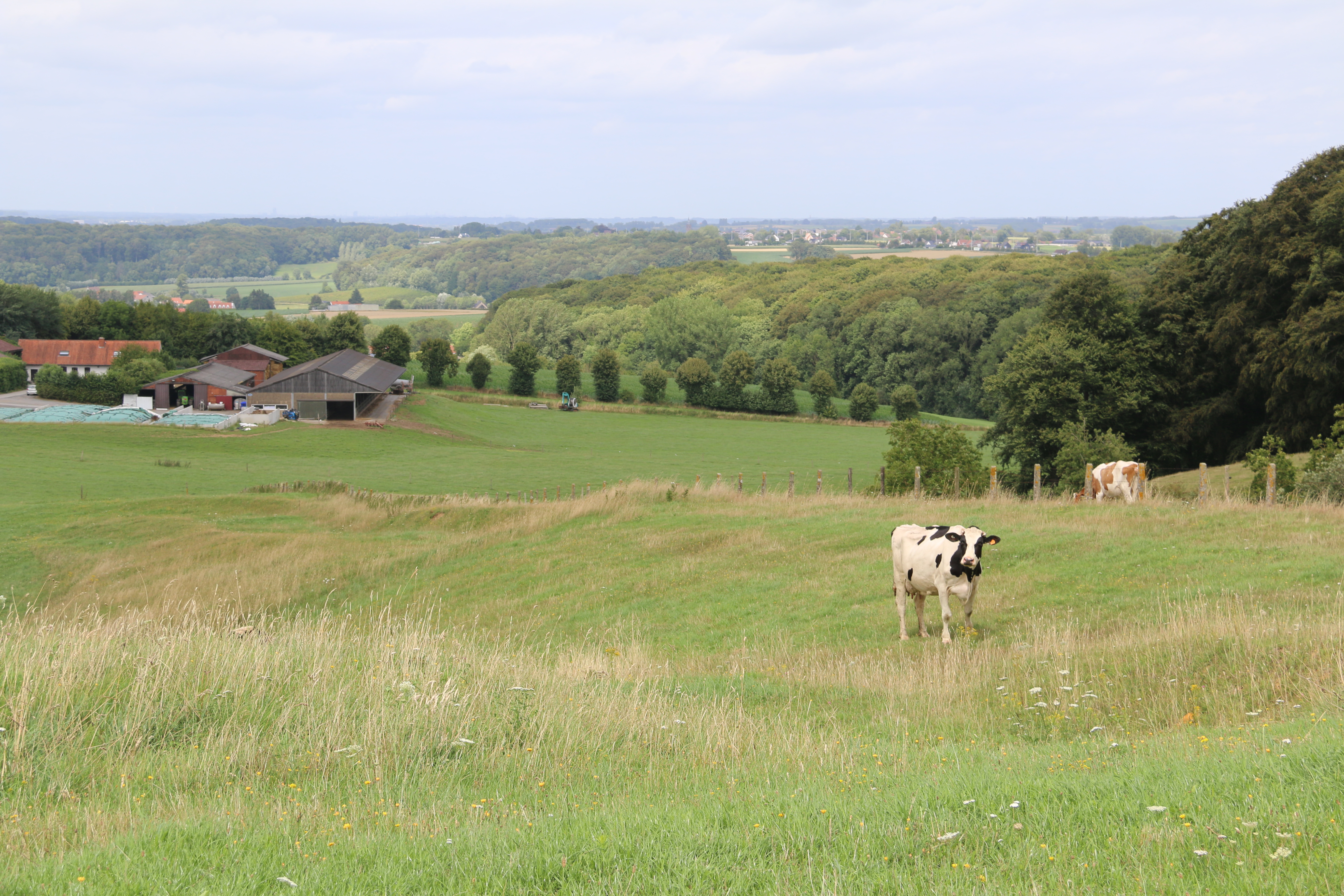
Das Gelände an der Flanke des Hotondbergs

Der GP Mario De Clercq (auch: Hotondcross) war ein belgisches Cyclocrossrennen. Es war dem mehrfachen Weltmeister Mario De Clercq gewidmet und fand bei Wortegem-Petegem und bei Ronse in der Umgebung von Oudenaarde statt, woher De Clercq stammte.

## Geschichte
Der Cross fand erstmals am 25. Dezember 2000 statt, also in der Kerstperiode. Er war schon zu diesem Zeitpunkt nach Mario De Clercq benannt, der zuvor zweimal Weltmeister geworden war und die ersten drei Ausgaben „seines“ Rennens gewann. Schauplatz bis 2004 war der Schlosspark De Ghellinck bei Elsegem in der Gemeinde Wortegem-Petegem (⊙). Die Ausgaben von 2001 und 2004 waren Teil des UCI-Cyclocross-Weltcups. Nach 2004 wurde der Cross in Wortegem-Petegem eingestellt.
2005 gründete sich in Ronse, 10 km entfernt, die Vereinigung Ronse Koerst mit dem Ziel, Radsport-Events vor Ort zu organisieren. Nach verschiedenen anderen Aktionen stellte der Verein ab 2010 ein Cyclocross-Rennen auf die Beine. Schauplatz war nunmehr der Hotondberg in den Flämischen Ardennen. Mit der Start- und Zielgeraden vor dem Turmstumpf der Hotondmolen bestand (wie beim nahen Koppenbergcross) ein Bezug zur Flandern-Rundfahrt, die diesen Ort 25 km vor dem Ziel auf einer Zwischensteigung passiert. Obwohl weder eine örtliche noch organisatorische Kontinuität zum Rennen in Wortegem-Petegem bestand, nahm der neue Cross die Tradition des GP Mario De Clercq wieder auf und führte die Sieger von 2000 bis 2004 in seinem Palmarès. Parallel dazu wurde auch die Bezeichnung Hotondcross verwendet. Aufgrund der Organisation wurde Ronse als Austragungsort betrachtet, obwohl das Gelände eigentlich auf dem Gemeindegebiet von Kluisbergen lag.
Die erste Ausgabe am neuen Standort stand noch im nationalen Kalender Belgiens. Ab 2011 war der Hotondcross Teil der GvA Trofee bzw. deren Nachfolgern und damit Teil des internationalen Kalenders. 2018 stand das Rennen ausnahmsweise in der Rennserie Brico Cross, 2019 nochmals in der DVV Trofee. Diese Ausgabe sah den Sieg von Toon Aerts vor Eli Iserbyt und Mathieu van der Poel, dessen Siegesserie von 35 Rennen in Folge damit riss.
Allerdings war die Rückkehr in die DVV Trofee mit einer Terminverschiebung in den Dezember einhergegangen, die dem Landwirt am Hotondberg nicht zuzumuten war. Die Organisatoren beschlossen mit Rücksicht darauf, die Austragung des Rennens einzustellen.
Rekordsieger bei den Männern waren Mario De Clercq, der dreimal in Wortegem-Petegem gewann, und Sven Nys, der ebenso oft in Ronse gewann. Das Rennen der Frauen wurde bis 2012 unregelmäßig im nationalen Kalender Belgiens ausgetragen; diese Ausgaben sind im Palmarès der Veranstalter nicht aufgeführt. Die elf Austragungen kannten elf verschiedene Siegerinnen.

## Siegerliste
Austragungen im nationalen Kalender sind mit NE gekennzeichnet.

### Männer
- 2000:  Mario De Clercq
- 2001:  Mario De Clercq
- 2002:  Mario De Clercq
- 2003:  Ben Berden
- 2004:  Zdeněk Mlynář
- 2005–2009: nicht ausgetragen
- 2010:  Sven Nys (NE)
- 2011:  Kevin Pauwels
- 2012:  Niels Albert
- 2013:  Sven Nys
- 2014:  Sven Nys
- 2015:  Wout van Aert
- 2016:  Wout van Aert
- 2017:  Lars van der Haar
- 2018:  Mathieu van der Poel
- 2019:  Toon Aerts

### Frauen
- 2001:  Hanka Kupfernagel (NE)
- 2003:  Cori Page (NE)
- 2010:  Nancy Bober (NE)
- 2011:  Kim Van de Steene (NE)
- 2013:  Nikki Harris
- 2014:  Sophie de Boer
- 2015:  Pavla Havlíková
- 2016:  Thalita de Jong
- 2017:  Katherine Compton
- 2018:  Marianne Vos
- 2019:  Ceylin del Carmen Alvarado